# 塞梅尼夫卡 (卡霍夫卡區)
46°36′29″N 33°35′45″E / 46.60806°N 33.59583°E
塞梅尼夫卡（烏克蘭語：Семені́вка），是烏克蘭的村落，位於該國南部赫爾松州，由卡霍夫卡區的澤利尼皮德市鎮負責管轄，始建於1921年，面積3.21平方公里，海拔高度40米，2001年人口1,349，人口密度每平方公里419.7人。